# 科夫罗夫区
科夫罗夫区（俄语：Ковровский район）是俄罗斯联邦弗拉基米尔州下辖的一个区，其行政中心为科夫罗夫。据2016年统计，该区的人口为31234人。